# Vergongheon
Vergongheon [vɛʁɡɔ̃ʒɔ̃] est une commune française située dans le département de la Haute-Loire en région Auvergne-Rhône-Alpes.

## Géographie

### Localisation
La commune de Vergongheon se trouve dans le département de la Haute-Loire, en région Auvergne-Rhône-Alpes.
Elle se situe à 68 km par la route du Puy-en-Velay, préfecture du département, à 11 km de Brioude, sous-préfecture, et à 5 km de Sainte-Florine, bureau centralisateur du canton de Sainte-Florine dont dépend la commune depuis 2015 pour les élections départementales.
Les communes les plus proches sont : 
Frugerès-les-Mines (2,0 km), Bournoncle-Saint-Pierre (3,1 km), Saint-Géron (3,8 km), Sainte-Florine (3,8 km), Vézézoux (4,2 km), Lempdes-sur-Allagnon (4,2 km), Auzon (4,7 km), Brassac-les-Mines (4,8 km).
|                         | Frugerès-les-Mines | Vézézoux |
| Lempdes-sur-Allagnon    | Vergongheon        | Auzon    |
| Bournoncle-Saint-Pierre | Cohade             | Azérat   |

### Climat
Pour des articles plus généraux, voir Climat d'Auvergne-Rhône-Alpes et Climat de la Haute-Loire.
En 2010, le climat de la commune est de type climat du Bassin du Sud-Ouest, selon une étude du Centre national de la recherche scientifique s'appuyant sur une série de données couvrant la période 1971-2000. En 2020, Météo-France publie une typologie des climats de la France métropolitaine dans laquelle la commune est exposée à un climat de montagne ou de marges de montagne et est dans la région climatique Nord-est du Massif Central, caractérisée par une pluviométrie annuelle de 800 à 1 200 mm, bien répartie dans l’année.
Pour la période 1971-2000, la température annuelle moyenne est de 10,7 °C, avec une amplitude thermique annuelle de 16,8 °C. Le cumul annuel moyen de précipitations est de 553 mm, avec 7,4 jours de précipitations en janvier et 6,1 jours en juillet. Pour la période 1991-2020, la température moyenne annuelle observée sur la station météorologique de Météo-France la plus proche, « Fontannes », sur la commune de Fontannes à 12 km à vol d'oiseau, est de 11,4 °C et le cumul annuel moyen de précipitations est de 611,9 mm,. Pour l'avenir, les paramètres climatiques de la commune estimés pour 2050 selon différents scénarios d'émission de gaz à effet de serre sont consultables sur un site dédié publié par Météo-France en novembre 2022.

## Urbanisme

### Typologie
Au 1er janvier 2024, Vergongheon est catégorisée bourg rural, selon la nouvelle grille communale de densité à sept niveaux définie par l'Insee en 2022.
Elle appartient à l'unité urbaine de Brassac-les-Mines, une agglomération inter-départementale regroupant six  communes, dont elle est ville-centre,,. Par ailleurs la commune fait partie de l'aire d'attraction d'Issoire, dont elle est une commune de la couronne,. Cette aire, qui regroupe 53 communes, est catégorisée dans les aires de moins de 50 000 habitants,.

### Occupation des sols
L'occupation des sols de la commune, telle qu'elle ressort de la base de données européenne d’occupation biophysique des sols Corine Land Cover (CLC), est marquée par l'importance des territoires agricoles (80,6 % en 2018), en diminution par rapport à 1990 (83,2 %). La répartition détaillée en 2018 est la suivante : 
terres arables (49,7 %), prairies (27,4 %), zones urbanisées (10 %), forêts (9,4 %), zones agricoles hétérogènes (3,4 %). L'évolution de l’occupation des sols de la commune et de ses infrastructures peut être observée sur les différentes représentations cartographiques du territoire : la carte de Cassini (XVIIIe siècle), la carte d'état-major (1820-1866) et les cartes ou photos aériennes de l'IGN pour la période actuelle (1950 à aujourd'hui).

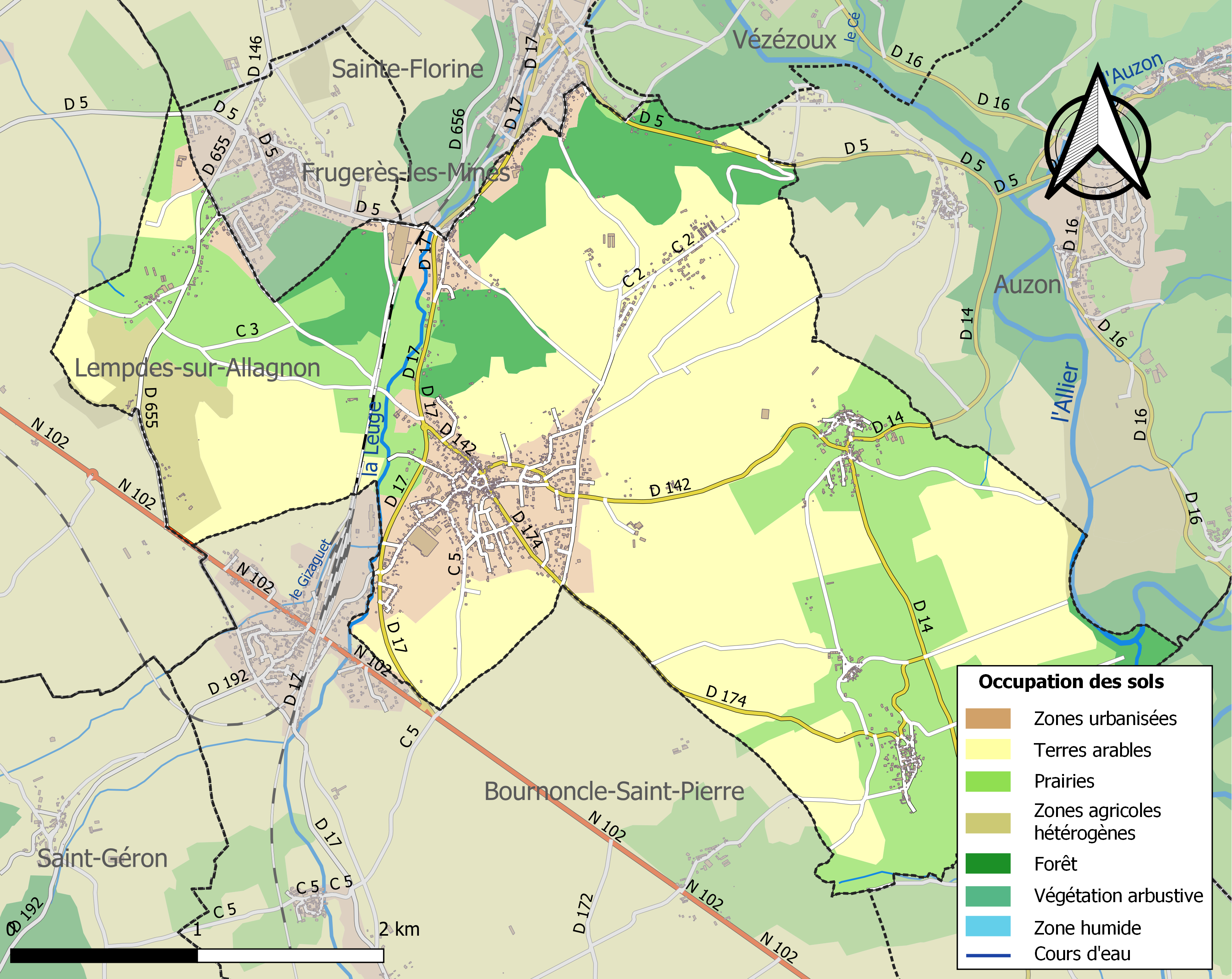
Carte des infrastructures et de l'occupation des sols de la commune en 2018 (CLC).

### Habitat et logement
En 2018, le nombre total de logements dans la commune était de 1 029, alors qu'il était de 991 en 2013 et de 945 en 2008.
Parmi ces logements, 80,6 % étaient des résidences principales, 3,5 % des résidences secondaires et 15,9 % des logements vacants. Ces logements étaient pour 88,2 % d'entre eux des maisons individuelles et pour 11,7 % des appartements.
Le tableau ci-dessous présente la typologie des logements à Vergongheon en 2018 en comparaison avec celle de la Haute-Loire et de la France entière. Une caractéristique marquante du parc de logements est ainsi une proportion de résidences secondaires et logements occasionnels (3,5 %) inférieure à celle du département (16,1 %) mais supérieure à celle de la France entière (9,7 %). Concernant le statut d'occupation de ces logements, 74,5 % des habitants de la commune sont propriétaires de leur logement (79 % en 2013), contre 70 % pour la Haute-Loire et 57,5 pour la France entière.
| Typologie                                               | Vergongheon | Haute-Loire | France entière |
| ------------------------------------------------------- | ----------- | ----------- | -------------- |
| Résidences principales (en %)                           | 80,6        | 71,5        | 82,1           |
| Résidences secondaires et logements occasionnels (en %) | 3,5         | 16,1        | 9,7            |
| Logements vacants (en %)                                | 15,9        | 12,4        | 8,2            |

## Toponymie
- Les Vandales font une incursion dans le Velay en 406[16], et sont renforcés de Suèves, d'Alains et de Burgondes. Une bande de ces derniers resta, semble-t-il, dans le secteur. Elle a laissé son nom à Vergongeon, qui est nommé en 1220 Villa de Burgondione[17].

Une autre version avance que l'origine du toponyme provient d'un nom de personne germanique Burgundio(n).
- Différentes orthographes du nom se sont succédé au fil des époques. Cette évolution se retrouve par la trace écrite des noms de lieux liés à la commune[19] :
- Ecclesia Sanctæ de Mariæ de Verginici (Église Sainte-Marie de Vergongheon), XIe siècle[20]
- Ecclesia de Vergungo (Église de Vergongheon), XIe siècle (cartulaire de Sauxillanges, no 680)
- Villa de Burgundione, 1220 (Spicilegium[21] Br.)
- Vergonio, XIIIe (Spicilegium Br., no 951)
- Vergonjo, 1320 (J . de Peyre, notaire)
- Ecclesia B. Mariæ de Vergongione, 1323 (Spicilegium Br.)
- Vergongho, 1371 (Archives nationales P. 1375², c. 2539)
- Vergonghon, 1398 (compte de B. Sannadre) et 1401 (spic. Br.)
- Verguonghon, 1511 (coustume D’Auvergne, folio 80 verso).
- Vergonghon, 1793.

## Histoire
Dès les premiers siècle de notre ère, la romanisation des campagnes profite à la valorisation du territoire. Débute alors la construction de nouvelles voies qui traversaient l'Arvernie du nord au sud et d'est en ouest. La grande voie de circulation de Clermont à Saint-Paulien franchissait l'Alagnon et traversait ensuite Vergongheon ou Lempdes, en direction de Brioude. La route antique mettait déjà la région en relation avec les ports de la Méditerranée et le reste de la Gaule.
La fête patronale se tient le 15 août en l'honneur de l'Assomption de Marie, ce qui est visible dans les noms données à l'église au fil des ans.
La commune a connu une exploitation de charbon.

Mines de charbon de Vergongheon.
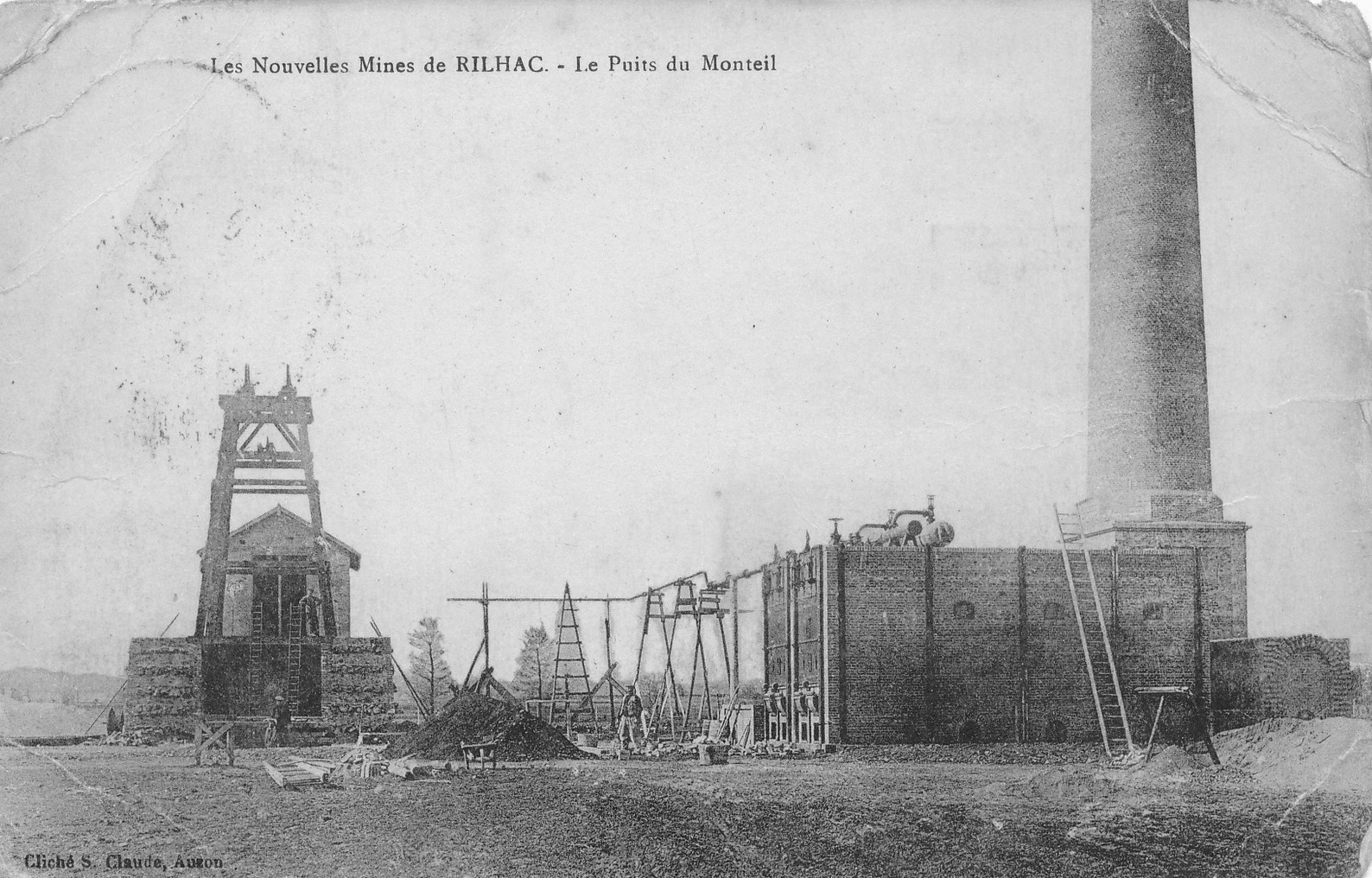
Puits du Monteil vers 1900.
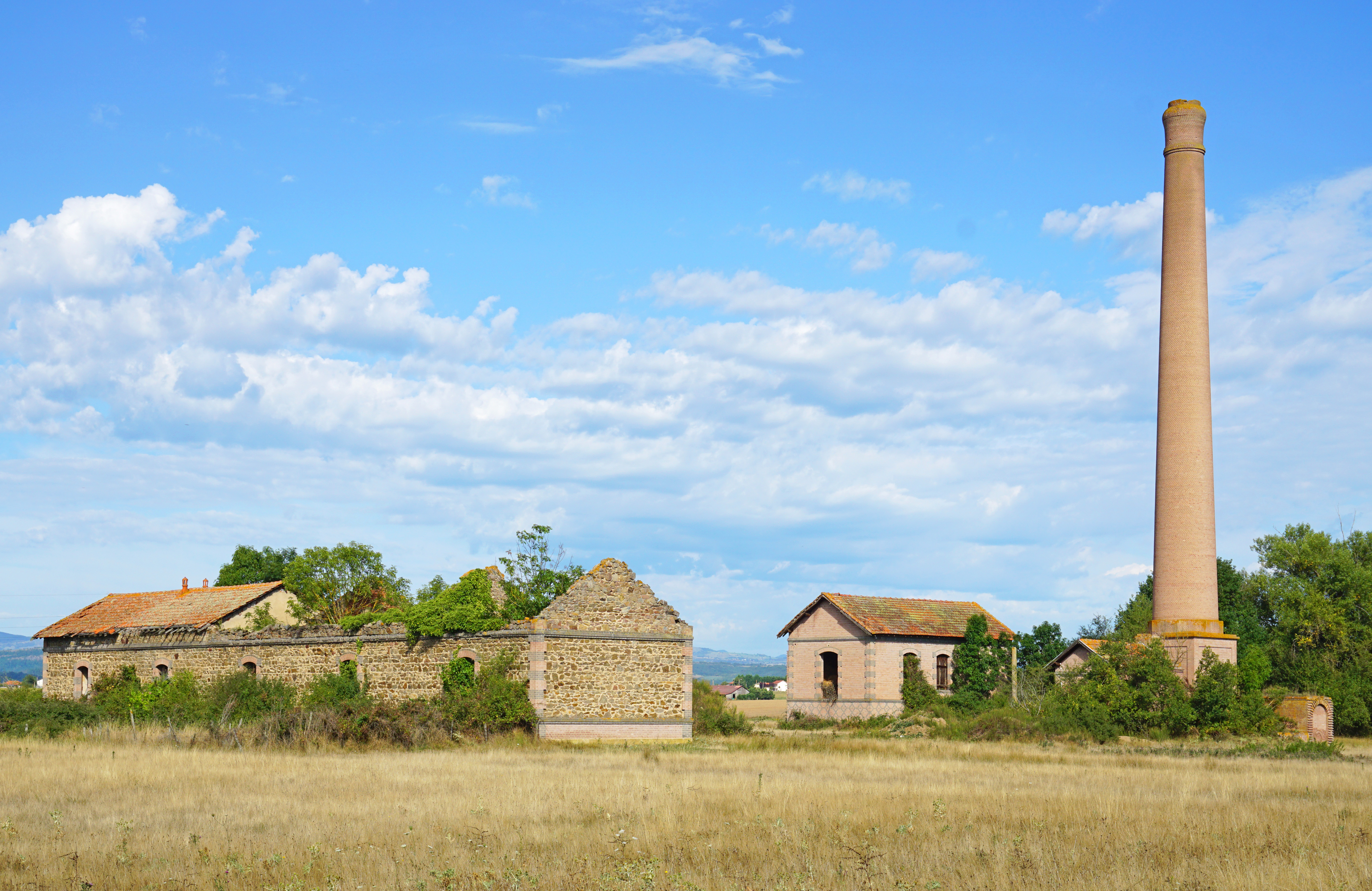
Puits du Monteil en 2017.
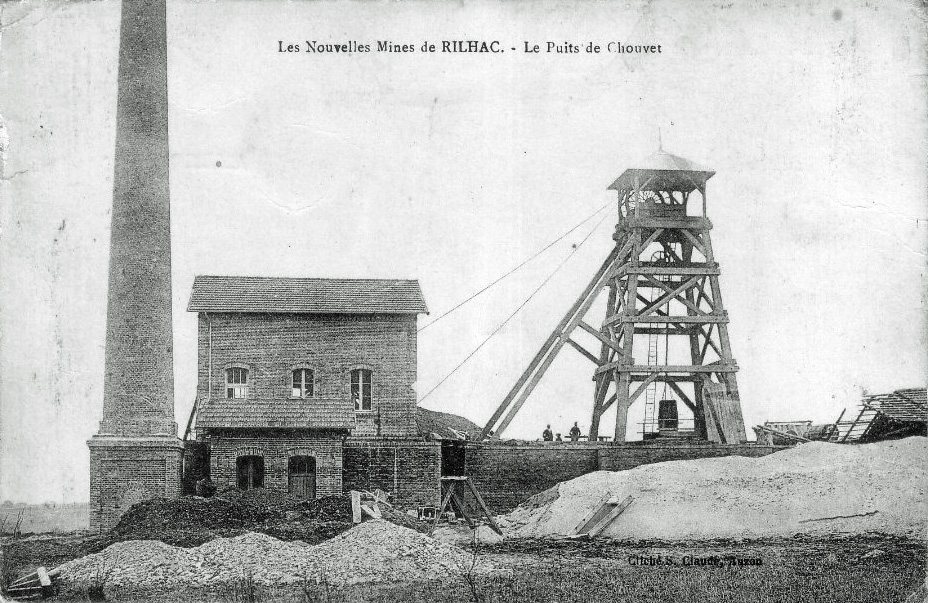
Puits Chauvet vers 1900.
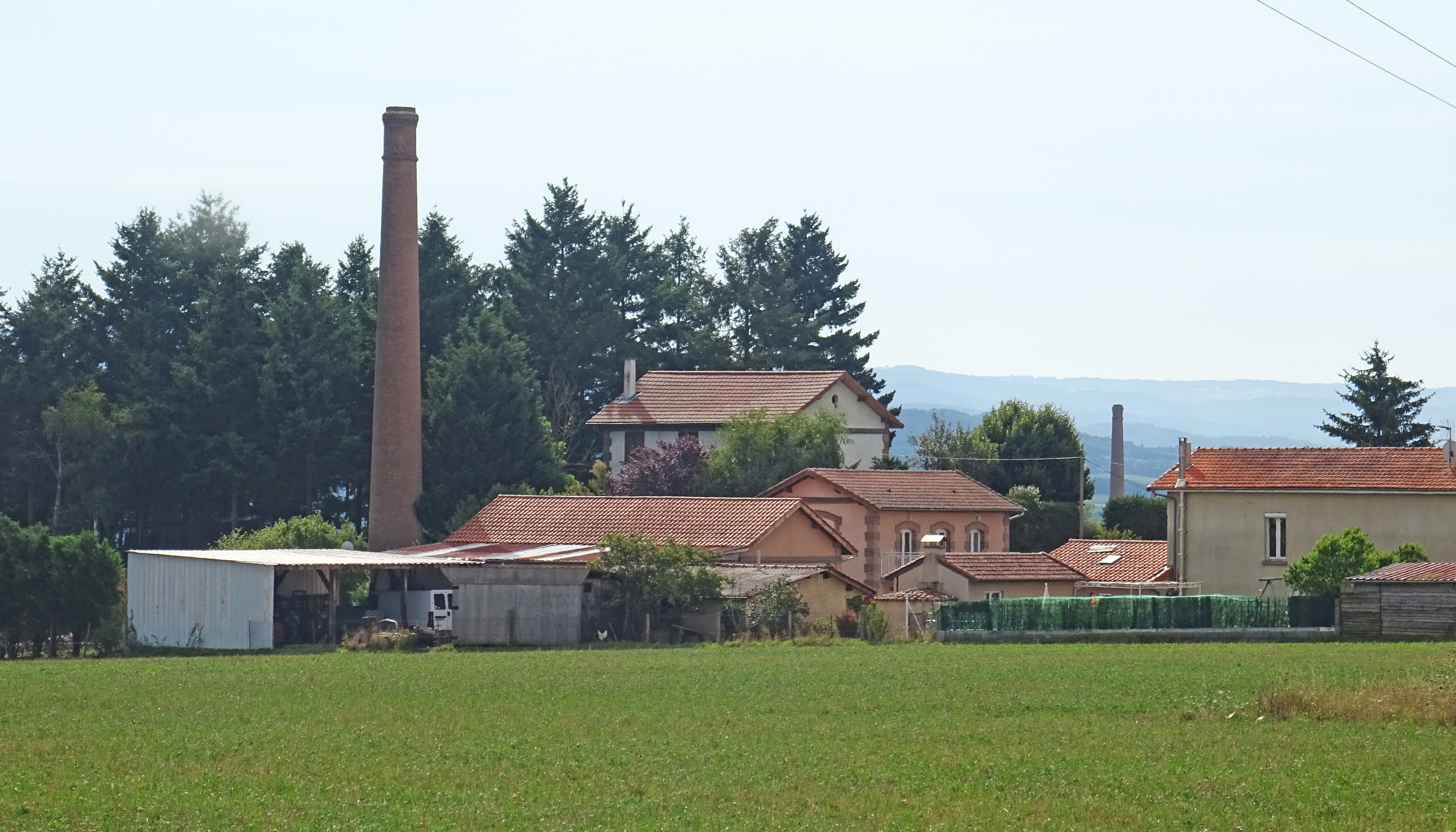
Puits Chauvet en 2017.

## Politique et administration

### Découpage territorial
La commune de Vergongheon est membre de la communauté de communes Auzon Communauté, un établissement public de coopération intercommunale (EPCI) à fiscalité propre créé le 21 décembre 2000 dont le siège est à Auzon. Ce dernier est par ailleurs membre d'autres groupements intercommunaux.
Sur le plan administratif, elle est rattachée à l'arrondissement de Brioude, au département de la Haute-Loire, en tant que circonscription administrative de l'État, et à la région Auvergne-Rhône-Alpes.
Sur le plan électoral, elle dépend du canton de Sainte-Florine pour l'élection des conseillers départementaux, depuis le redécoupage cantonal de 2014 entré en vigueur en 2015, et de la deuxième circonscription de la Haute-Loire   pour les élections législatives, depuis le redécoupage électoral de 1986.

### Tendances politiques et résultats
| Scrutin             | Scrutin             | 1er tour | 1er tour | 1er tour | 1er tour | 1er tour    | 1er tour | 1er tour | 1er tour | 1er tour | 1er tour | 1er tour | 1er tour | 2d tour | 2d tour | 2d tour | 2d tour | 2d tour | 2d tour |
| Scrutin             | Scrutin             | 1er      | 1er      | %        | 2e       | 2e          | %        | 3e       | 3e       | %        | 4e       | 4e       | %        | 1er     | 1er     | %       | 2e      | 2e      | %       |
| ------------------- | ------------------- | -------- | -------- | -------- | -------- | ----------- | -------- | -------- | -------- | -------- | -------- | -------- | -------- | ------- | ------- | ------- | ------- | ------- | ------- |
| Présidentielle 2017 | Présidentielle 2017 |          | LFI      | 27,13    |          | EM          | 24,75    |          | RN       | 22,18    |          | LR       | 9,50     |         | EM      | 65,16   |         | RN      | 34,84   |
| Présidentielle 2022 | Présidentielle 2022 |          | RN       | 31,33    |          | EM          | 24,24    |          | LFI      | 20,49    |          | RES      | 4,43     |         | RN      | 53,05   |         | EM      | 46,95   |
| Législatives 2022   | 2e                  |          | LR       | 39,60    |          | LFI (NUPES) | 23,66    |          | RN       | 17,45    |          | PR (ENS) | 11,91    |         | LR      | 61,04   |         | LFI     | 38,96   |
| Législatives 2024   | 2e                  |          | LR       | 34,14    |          | RN          | 37,80    |          | PS (NFP) | 19,24    |          | RE (ENS) | 7,10     |         | LR      | 60,79   |         | RN      | 39,21   |

### Liste des maires
- 1793 - 1797 : Jacques Bardy
- 1797 - 1800 : François Soligoux
- 1800 - 1805 : Pierre Dorel
- 1805 - 1815 : François Soligoux
- 1815 - 1822 : André Grenier
- 1822 - 1830 : Louis Touzet
- 1830 - 1832 : Christophe Touzet
- 1832 - 1835 : Doniol
- 1835 - 1840 : Jean Marion
- 1840 - 1846 : Jacques Varennes
- 1846 - 1848 : Christophe Touzet
- 1848 - 1852 : Gabriel Bardy
- 1852 - 1858 : Julien Sadourny
- 1859 - 1863 : Gaspard Michel de La Chapelle (maire provisoire à la suite du décès de Julien Sadourny)
- 1863 - 1869 : Adhémar de La Chapelle (remplace son père décédé)
- 1869 - 1870 : Jean Pradon
- 1870 : Antoine Fontès
- 1870 : Adhémar de La Chapelle
- 1871 : Antoine Fontès
- 1871 - 1874 : Alexandre Virollet
- 1874 - 1876 : François Dorel
- 1876 : Antoine Ribeyre
- 1876 : Jean Laurenson
- 1876 - 1880 : Antoine Ribeyre
- 1880 - 1881 : Jean Pradon
- 1881 - 1884 : Jean Ribeyre
- 1884 - 1896 : Antoine Robert
- 1896 - 1908 : Jean Veysseyre
- 1908 - 1913 : Antoine Robert
- 1913 - 1935 : Célestin Bardy
- 1935 - 1941 : Jean Pomel (SFIO)
- 1941 - 1944 : délégation spéciale confiée à Henri Sabatier, aidé par Eugène Bardy et Julien
- 4 novembre 1944 : fin du régime spécial instauré par le gouvernement de Vichy
- 1945 - 1965 : Jean Pomel (SFIO), conseiller général (1945-1961)
- 1965 - 1971 : André Pomel
- 1971 - 1985 : Marcel Ustachon
- 1985 - 1986 : Jean Robert, à titre provisoire
- 1986 - 1995 : Bernard Clamadieu
- 1995 - actuel (réélu le 23 mai 2020) : Jean-Paul Pastourel[28] (DVG), président d'Auzon Communauté depuis 2014.

## Population et société

### Démographie

#### Évolution démographique
L'évolution du nombre d'habitants est connue à travers les recensements de la population effectués dans la commune depuis 1793. Pour les communes de moins de 10 000 habitants, une enquête de recensement portant sur toute la population est réalisée tous les cinq ans, les populations de référence des années intermédiaires étant quant à elles estimées par interpolation ou extrapolation. Pour la commune, le premier recensement exhaustif entrant dans le cadre du nouveau dispositif a été réalisé en 2004.

En 2022, la commune comptait 1 793 habitants, en évolution de −3,5 % par rapport à 2016 (Haute-Loire : +0,36 %, France hors Mayotte : +2,11 %).
| 1793 | 1800 | 1806 | 1821 | 1831 | 1836 | 1841 | 1846 | 1851 |
| ---- | ---- | ---- | ---- | ---- | ---- | ---- | ---- | ---- |
| 508  | 599  | 648  | 621  | 676  | 608  | 744  | 757  | 797  |

| 1856 | 1861  | 1866  | 1872  | 1876  | 1881  | 1886  | 1891  | 1896  |
| ---- | ----- | ----- | ----- | ----- | ----- | ----- | ----- | ----- |
| 964  | 1 001 | 1 012 | 1 149 | 1 214 | 1 226 | 1 347 | 1 309 | 1 468 |

| 1901  | 1906  | 1911  | 1921  | 1926  | 1931  | 1936  | 1946  | 1954  |
| ----- | ----- | ----- | ----- | ----- | ----- | ----- | ----- | ----- |
| 1 483 | 1 436 | 1 424 | 1 233 | 1 393 | 1 407 | 1 520 | 1 570 | 1 643 |

| 1962  | 1968  | 1975  | 1982  | 1990  | 1999  | 2004  | 2006  | 2009  |
| ----- | ----- | ----- | ----- | ----- | ----- | ----- | ----- | ----- |
| 1 643 | 1 686 | 1 664 | 1 859 | 1 725 | 1 608 | 1 744 | 1 758 | 1 835 |

| 2014  | 2019  | 2022  | - | - | - | - | - | - |
| ----- | ----- | ----- | - | - | - | - | - | - |
| 1 834 | 1 815 | 1 793 | - | - | - | - | - | - |

#### Pyramide des âges
En 2018, le taux de personnes d'un âge inférieur à 30 ans s'élève à 31,7 %, soit au-dessus de la moyenne départementale (31 %). À l'inverse, le taux de personnes d'âge supérieur à 60 ans est de 30,7 % la même année, alors qu'il est de 31,1 % au niveau départemental.
En 2018, la commune comptait 899 hommes pour 934 femmes, soit un taux de 50,95 % de femmes, légèrement supérieur au taux départemental (50,87 %).
Les pyramides des âges de la commune et du département s'établissent comme suit.
| Hommes | Classe d’âge | Femmes |
| ------ | ------------ | ------ |
| 0,4    | 90 ou +      | 1,5    |
| 8,6    | 75-89 ans    | 10,0   |
| 19,3   | 60-74 ans    | 21,4   |
| 21,5   | 45-59 ans    | 19,7   |
| 17,2   | 30-44 ans    | 16,7   |
| 16,9   | 15-29 ans    | 15,8   |
| 16,0   | 0-14 ans     | 14,8   |

| Hommes | Classe d’âge | Femmes |
| ------ | ------------ | ------ |
| 0,9    | 90 ou +      | 2,5    |
| 8,4    | 75-89 ans    | 11,7   |
| 20,4   | 60-74 ans    | 20,5   |
| 21,3   | 45-59 ans    | 20,3   |
| 16,8   | 30-44 ans    | 16,3   |
| 15,2   | 15-29 ans    | 13,2   |
| 17     | 0-14 ans     | 15,6   |

### Sports

#### Associations sportives de football
Le football, sport populaire, a une place importante dans la vie associative de la commune de Vergongheon. La présence quasi permanente d'un club de football actif depuis le début des années 1920 en est la preuve.
En 1928, Jean Joachim jeune instituteur originaire du Gard et en poste à Vergongheon depuis 1925, fonde l'Union Sportive Vergongheonnaise (U.S.V.). Ce passionné de football est alors le créateur du premier club de la commune.
En 1935, au vu des mauvais résultats du club, Eugène Seniquette et la compagnie des chemins de fer située à Arvant décident d'un commun accord de créer par fusion l'Union Sportive Arvant-Vergongheon présidée par Jean Gaubens, renommée en 1937 en Union Sportive Arvant P.L.M. (Compagnie Paris-Lyon-Méditerranée). L'équipe de football connaît alors plusieurs succès qui s'interrompront en 1939 avec l'entrée en guerre du pays qui marquera une pause dans les activités sportives des communes.
Après guerre, de 1944 à 1945, les joueurs de Bergoide monte l'Association des Travailleurs Vergongheonnais (A.T.V.), présidé par M. Dessimond. Cette association ne pourra s'affilier à la F.F.F. puisque l'U.S.V. restait affiliée officiellement.
Anthonin Michel, fondera en 1946, l'Association des Mineurs Vergongheonnais.
Enfin, c'est en 1951, que l'Association des Mineurs Vergongheonnais et l'Union Sportive Arvant Cheminots (U.S.A.C.) fusionneront pour donner naissance à l'Association Vergongheon-Arvant (A.V.A.), présidé par Joseph Pelissero, qui est encore aujourd'hui l'association qui regroupe les joueurs de football des communes d'Arvant et de Vergongheon. Le stade Joseph Pelissero de Vergongheon porte, en hommage, le nom du fondateur de ce club de football.

## Économie

### Revenus
En 2018, la commune compte 840 ménages fiscaux, regroupant 1 855 personnes. La médiane du revenu disponible par unité de consommation est de 20 300 € (20 800 € dans le département).

### Emploi
| Division       | 2008  | 2013  | 2018  |
| -------------- | ----- | ----- | ----- |
| Commune        | 7,8 % | 6,5 % | 7,1 % |
| Département    | 6,3 % | 7,7 % | 7,7 % |
| France entière | 8,3 % | 10 %  | 10 %  |

En 2018, la population âgée de 15 à 64 ans s'élève à 1 113 personnes, parmi lesquelles on compte 73,4 % d'actifs (66,3 % ayant un emploi et 7,1 % de chômeurs) et 26,6 % d'inactifs,. En  2018, le taux de chômage communal (au sens du recensement) des 15-64 ans est inférieur à celui de la France et département, alors qu'en 2008 il était supérieur à celui du département et inférieur à celui de la France.
La commune fait partie de la couronne de l'aire d'attraction d'Issoire, du fait qu'au moins 15 % des actifs travaillent dans le pôle,. Elle compte 386 emplois en 2018, contre 418 en 2013 et 385 en 2008. Le nombre d'actifs ayant un emploi résidant dans la commune est de 744, soit un indicateur de concentration d'emploi de 51,9 % et un taux d'activité parmi les 15 ans ou plus de 53,1 %.
Sur ces 744 actifs de 15 ans ou plus ayant un emploi, 114 travaillent dans la commune, soit 15 % des habitants. Pour se rendre au travail, 91 % des habitants utilisent un véhicule personnel ou de fonction à quatre roues, 2,2 % les transports en commun, 3,9 % s'y rendent en deux-roues, à vélo ou à pied et 3 % n'ont pas besoin de transport (travail au domicile).

## Culture locale et patrimoine

### Lieux et monuments

#### L'église

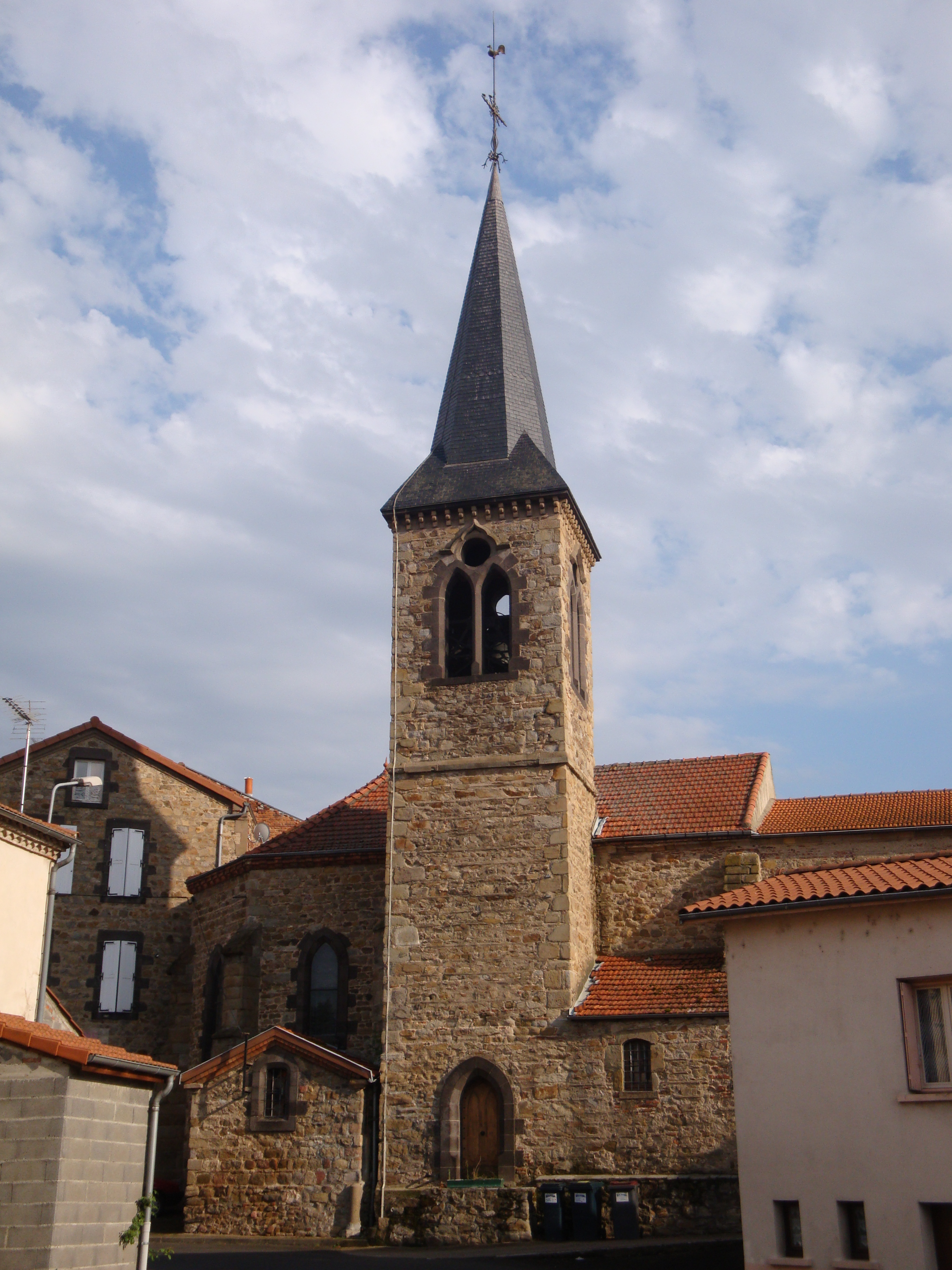
Église romane de Vergongheon.

De style roman, l'église a été récemment restaurée et la toiture du clocher entièrement refaite en ardoise. Son clocher comporte trois cloches, sonnant les heures, les demi-heures et l'angélus, outre bien sûr les baptêmes, les mariages et les enterrements.
En 1837, l'église menaçait de s'écrouler et une reconstruction partielle fut lancée en 1844. Lors des travaux une partie de la voûte de la nef s'effondra, obligeant à consolider les flancs du bâtiment.
Fermée au public en temps normal, elle sert néanmoins pour les messes et autres célébrations.

#### La gare d'Arvant
La commune est desservie par la gare SNCF d'Arvant  d'une importance autrefois particulière et aujourd'hui modérée. En effet, la gare d'Arvant constitue un point de bifurcation important, où se rejoignent la ligne des Cévennes et la ligne Figeac - Arvant, qui rejoint la ligne des Causses (Béziers-Neussargues). À partir de la gare d'Arvant, la ligne devient à deux voies jusqu'à Clermont-Ferrand.

#### Hameau et Lieu-dit
- Arvant
- la Taupe
- Bergoide
- le Feu (le Puits du Feu)
- Morny
- Pied Joubert
- la Métairie Blanche
- la Jarrige
- la Petite Jarrige
- Bouxhors
- la Pierraille
- la croix de Bayoux
- la Chaud
- le Monteil
- les Barthes

### LeCurtis de Loubière
À l'époque carolingienne, ce centre d'exploitation était dépendant du domaine comtal. Il regroupait alors un ensemble de terres agricoles et vraisemblablement un enclos peut-être déjà fortifié dans lequel était construit un manoir. Cette résidence fiscale était utilisée par les collecteurs d'impôts pendant leurs déplacements. La villa regroupait également des terres et dépendances à usage collectif. Les fondations de la maison forte féodale, dont il reste une tour difficile à dater, reposent peut-être sur les vestiges de ce domaine.

### Le château de Rilhac

Blason de la maison d'Auzon

Les ruines du château prennent place sur une vaste terrasse alluviale, qui se développe sous la forme d’un large plateau surplombant le lit de l'Allier. Le site offre une véritable position stratégique permettant de contrôler les passages sur la rivière ainsi que le tout proche Chemin Français (voie royale) traversant la plaine de Brioude. Rilhac fait aujourd'hui partie de la commune de Vergonheon.
Les origines du fief de Rilhac demeurent assez obscures avant le XIIIe. La villa surement antique, doit être rapprochée d'une ancienne dépendance du domaine fiscal de Lubières-Brassac. Le nom de Rilhac est connu depuis le IXe siècle, avant que la maison forte féodale soit édifiée en marge de la cour. Au Xe siècle, le vicomte du Vellay Armand de Polignac et sa femme Berthilde (de Chanteuge?), également maître de la cour de Fontannes, profitent des revenus de cette terre pour l’exercice de leur charge vicomtale. Cependant, sans que cela ne soit prouvé par l'archéologie, quelques vestiges du donjon pourraient faire remonter sa construction aux Xe-XIe siècle et peuvent se rattacher à un premier état de construction. 

Il faut attendre Le XIIIe siècle pour que le château et sa forteresse apparaissent clairement dans les textes comme un fief comtal. Il est dépendant du chapitre de Brioude et fut "concédé" aux d'Auzon. Il en est fait mention pour la première fois en 1206 par le comte de Clermont. Son histoire accompagne cette famille féodale qui tiendra le gros bourg et son château jusqu’à la fin du XIIIe siècle. Viendra la puissante famille de Montorrin qui avec les Polignac ensuite, hériteront de la châtellenie alzonienne et des hautes murailles de Rilhac
 Les vestiges de l'enceinte actuelle datent du XIIe - XIIIe siècle. Les fortifications et la basse-cour sont renforcées à la fin du Moyen Âge. Les matériaux de construction sont en partie composés de galets de l'Allier ainsi que de basalte. L'évolution des bouches à feu est typique de l'époque des guerres de Religion.
Les riches terriers du domaine regroupaient Lubière, Bergoide, Ouillandre, Le Monteil, Pont-Servier. 

En 1729, les Chalet de Rochemonteix achètent Rilhac et le transmettent aux Domangeville. Cette dernière acquisition amènera le château à la ruine.
Fin 2016, une partie du bâtiment, en cours de restauration est mise en vente pour 96,000 euros

### Personnalités liées à la commune
- Louis-Marcel Gauthier (1903-1938) : enfant de Vergongheon, il fit partie de l'équipage du « Croix-du-Sud » qui était l'un des trois avions à avoir traversé l'Atlantique Sud, soit 19 767 km en 127 h 57 min. Le record du monde de distance en hydravion était battu. Louis-Marcel Gauthier fut décoré de la Légion d'honneur. Une rue porte son nom à Vergongheon.
- Jean Pomel (1881-1966) : maire de 1935 à 1965 (interrompu entre 1941 et 1945 par l'occupation allemande et le régime de Vichy), il fut à l'origine d'un grand nombre d'améliorations dans la commune (construction d'école et de HLM, distribution de l'eau du Cézallier, réfection du réseau électrique...). La rue reliant Vergongheon à Arvant porte son nom.
- Auzon de Montravel.
- Alix de Lachapelle d’Apchier (1871-1954), ayant recueilli la littérature orale de l'Auvergne (comme Henri Pourrat), elle est l'auteur de nombreux contes[37].